# Gartenried

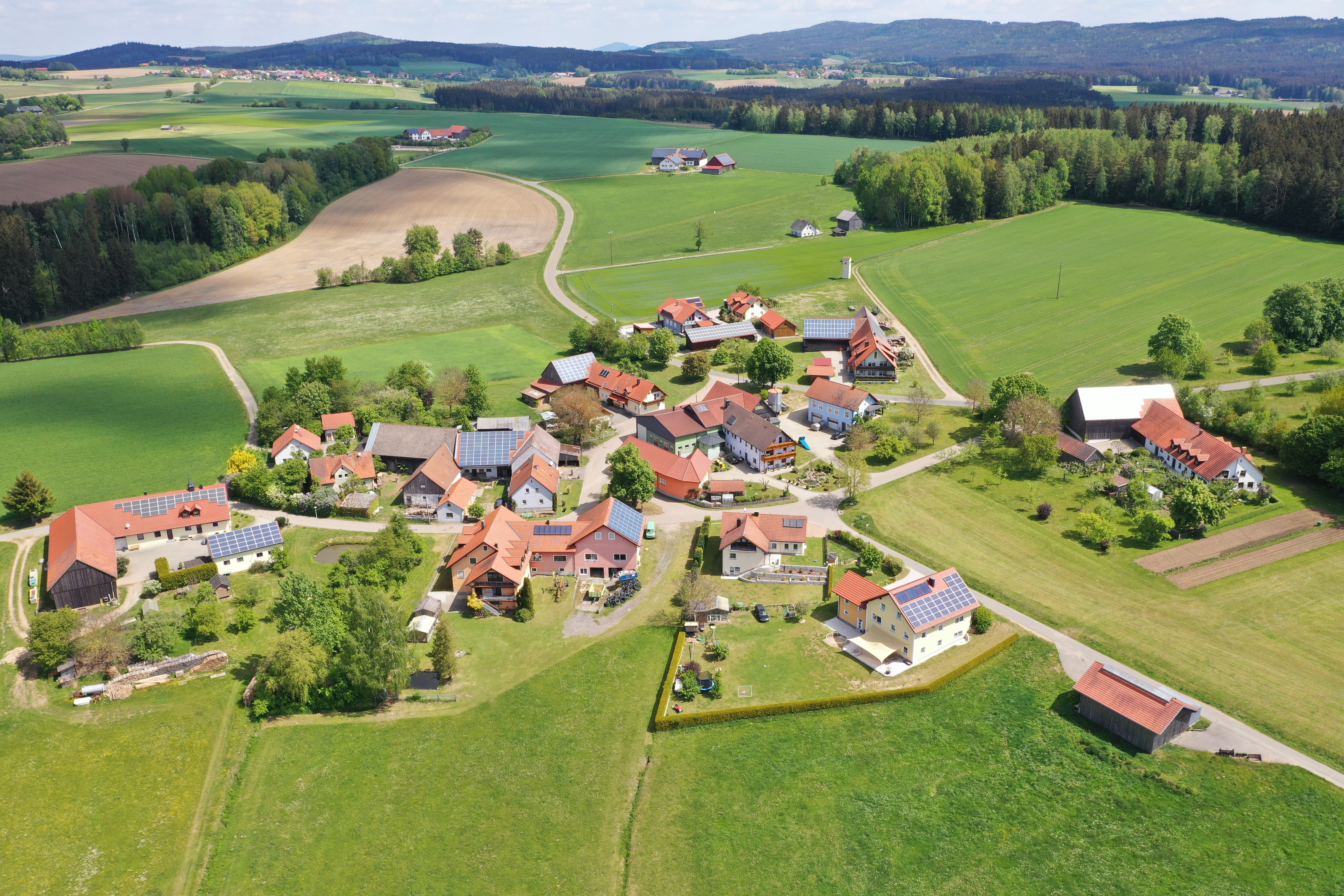
Luftaufnahme aus südwestlicher Richtung mit den Ortschaften Kotzenhof und Pullenried im Hintergrund

Gartenried ist ein Ortsteil der Stadt Oberviechtach im Oberpfälzer Landkreis Schwandorf in Bayern.

## Geographische Lage
Das Dorf Gartenried liegt an einem Südwesthang oberhalb der Murach
zwischen Wildeppenried und Lukahammer.

## Geschichte
Gartenried wurde 1630 zusammen mit Kühried als zu Wildeppenried gehörig
schriftlich erwähnt.
Zum Stichtag 23. März 1913 (Osterfest) hatte der Ort Gartenried 10 Häuser und 64 Einwohner.
Am 31. Dezember 1969 hatte die Gemeinde Wildeppenried 360 Einwohner 
und eine Fläche von 851 ha. 
Zu ihr gehörten
Wildeppenried (44 Häuser),
Pirkhof (17 Häuser),
Lukahammer (7 Häuser),
Gartenried (8 Häuser),
Kotzenhof (2 Häuser) und
Schieberberg (1 Haus).
Am 31. Dezember 1990 hatte der Ort Gartenried 42 Einwohner
und gehörte zur Expositur Wildeppenried.

## Wirtschaft

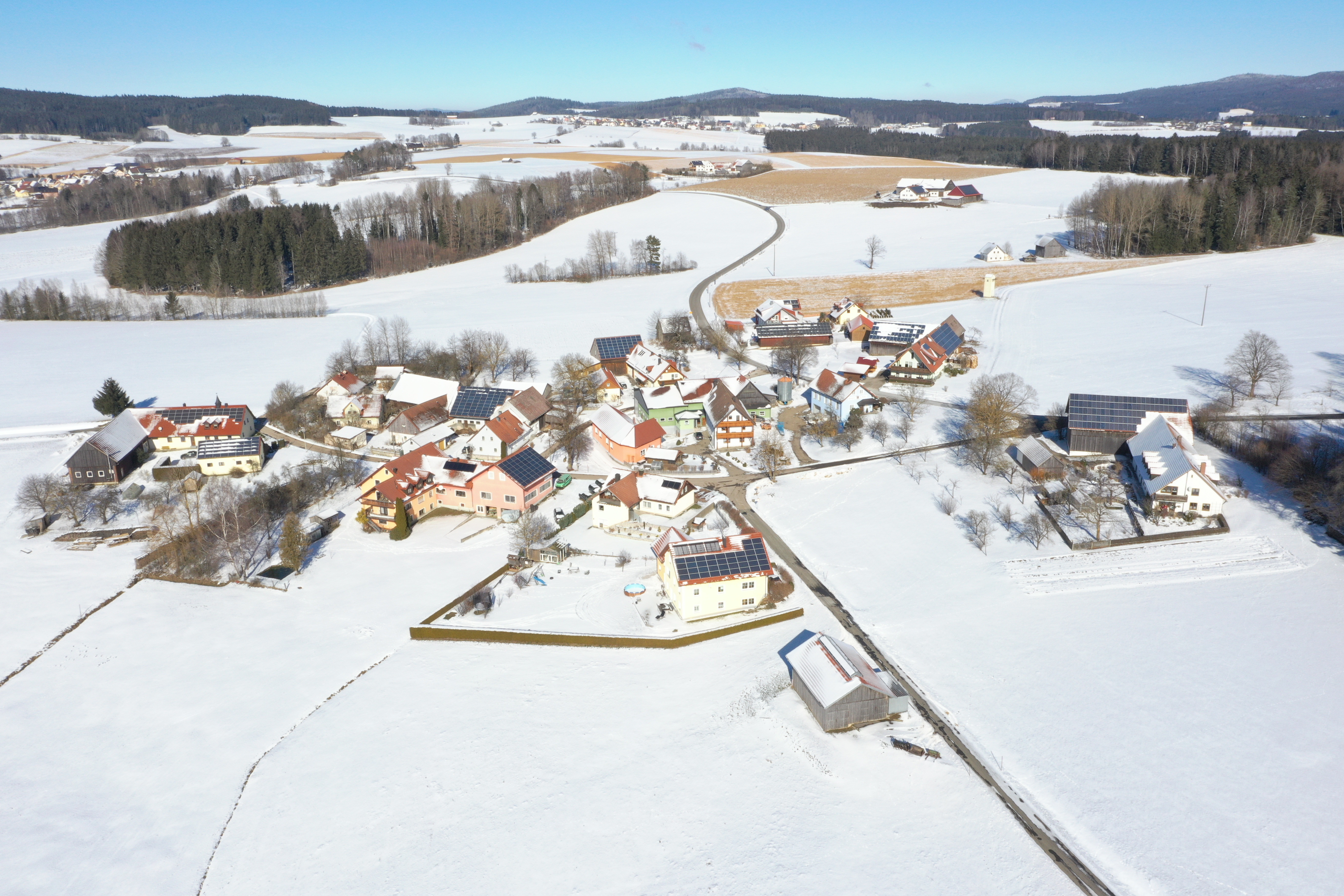
Gartenried im Winter

Gartenried ist eine landwirtschaftlich geprägte Ortschaft, mit weitläufigen Wald- und Ackerflächen um die Ortschaft, die weitgehend durch Pflanzenbau mit Schwerpunkt Ackerbau bewirtschaftet werden.

## Besondere Ereignisse und Gegebenheiten
Obwohl die Ortschaft keinen eigenen Verein besitzt, werden die weitläufigen Flächen um das Dorf gerne für Großveranstaltungen genutzt.

### Oldtimertreffen
Im Abstand von zwei Jahren findet durch den Verein Oldtimerfreunde Lukahammer e. V. ein Oldtimertreffen mit dem Schwerpunkt auf landwirtschaftliche Fahrzeuge statt. Dies lockt neben hunderten historischen Fahrzeugen auch tausende Besucher an.  

### Nordbayerisches Böllerschützentreffen
Im Rahmen eines Jubiläums der Böllerschützengruppe der Schützengesellschaft Almenrausch-Pirkhof e. V. fand das Nordbayerische Böllerschützentreffen mit mehreren hundert Böllerschützen statt. Das Finale dieses Fests war ein großes Platzschießen.
Bekannt wurde diese Veranstaltung durch die Begleitung des Festbetriebs durch den Bayerischen Rundfunk, der dieser Veranstaltung in seiner Sendung Bayern feiern einen würdigen Abschluss gab.